# Zbigniew Podgajny
Zbigniew Podgajny (ur. 19 grudnia 1933 w Nowym Sączu, zm. 11 czerwca 2002 w Krakowie) – polski pianista, aranżer i kompozytor. Członek grup Czerwono-Czarni i Niebiesko-Czarni. Autor m.in. przeboju "Niedziela będzie dla nas", współautor rock-opery "Naga".

## Skomponowane piosenki
- "Nie mów jej" (słowa Krzysztof Dzikowski)

## Dyskografia
- 1964 – Czesław Niemen i Niebiesko-Czarni Locomotion / Czy mnie jeszcze pamiętasz / Wiem, że nie wrócisz / Tylko nie mów mi o tym
- 1964 – Czesław Niemen i Niebiesko-Czarni Czas jak rzeka / Ach, jakie oczy / Nie bądź taki "bitels" / Ptaki śpiewają
- 1965 – Czesław Niemen i Niebiesko-Czarni Jeszcze sen / Jak można wierzyć tylko słowom / Zabawa w ciuciubabkę / Stoję w oknie
- 1972 – Niebiesko-Czarni Naga